# Ginger Rogers

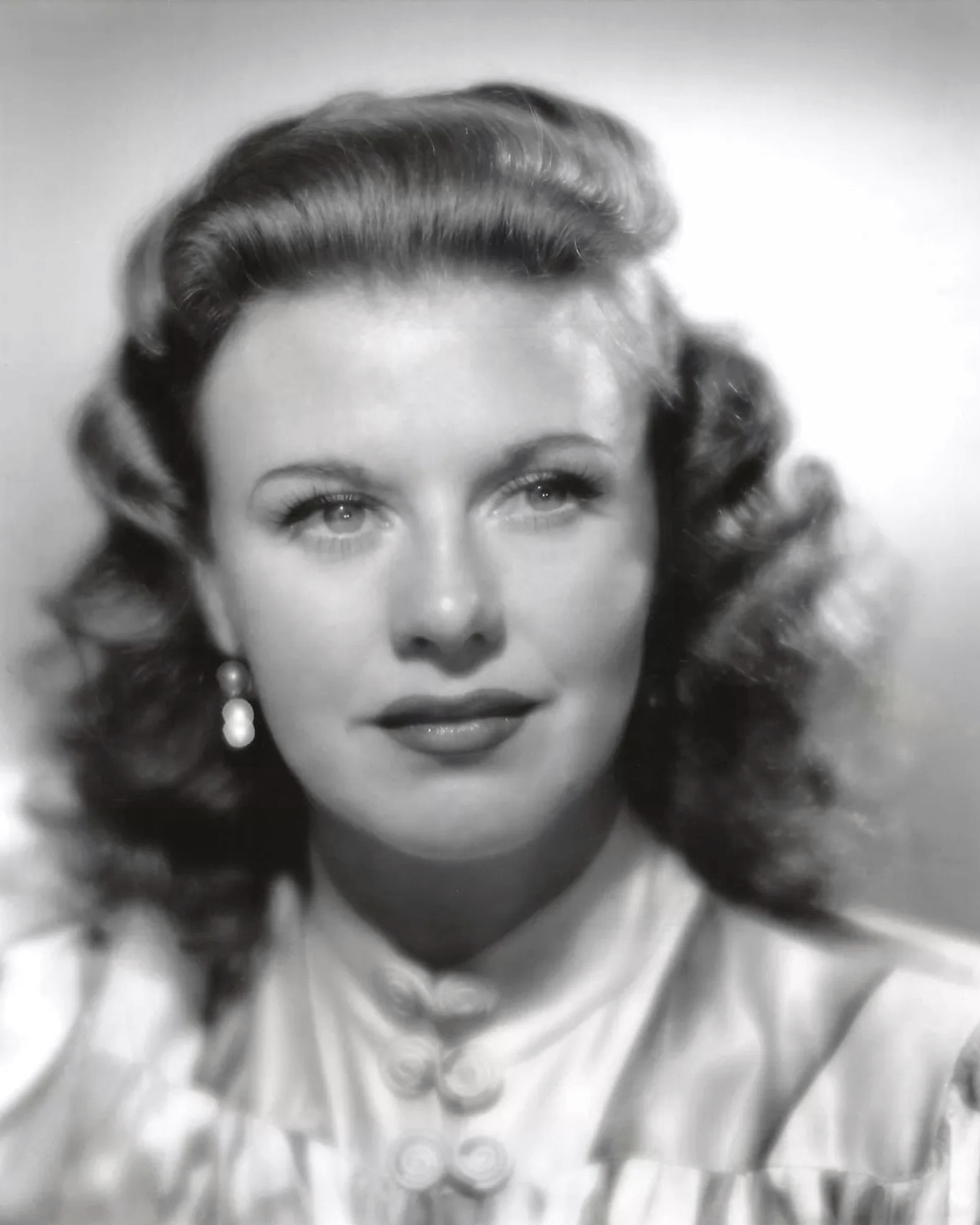
Ginger Rogers (1939)

Ginger Rogers (eigentlich Virginia Katherine McMath; * 16. Juli 1911 in Independence, Missouri; † 25. April 1995 in Rancho Mirage, Kalifornien) war eine US-amerikanische Schauspielerin, Tänzerin und Sängerin. Gemeinsam mit Fred Astaire bildete sie in zehn Tanzfilmen ein weltberühmtes Leinwandpaar. Obwohl sie vor allem in Komödien und Musicals spielte, konnte Rogers einen Oscar als beste Hauptdarstellerin für ihre dramatische Rolle in Fräulein Kitty (1940) gewinnen. Das American Film Institute wählte Rogers im Jahr 2000 auf Platz 14 in der Liste der 25 größten weiblichen Filmlegenden.

## Leben

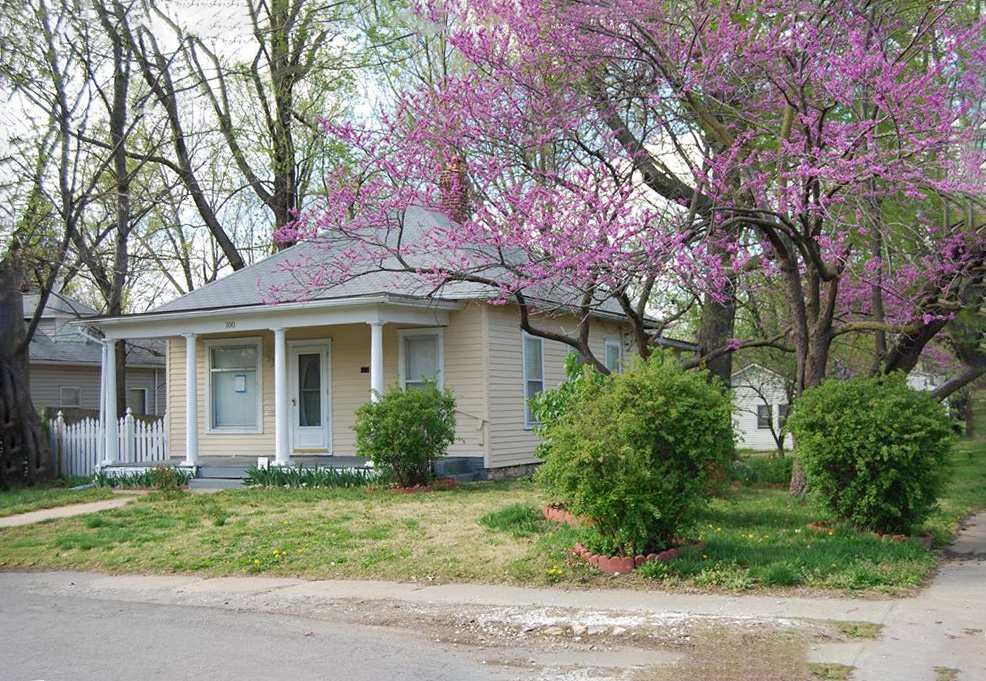
Geburtshaus von Ginger Rogers in Missouri

Ginger Rogers wurde früh durch ihre alleinerziehende Mutter Lela (1891–1977), eine Zeitungsreporterin und später wenig erfolgreiche Drehbuchautorin, auf eine Karriere als Tänzerin vorbereitet. Ihren ersten Kontakt zum Showgeschäft hatte sie, als sie bei der Theatertruppe von Entertainer Eddie Foy einen Charleston-Wettbewerb gewann. Anschließend trat die 14-jährige Rogers als Tänzerin in Vaudeville-Shows auf.
Im Jahr 1929 debütierte sie am Broadway in New York im Musical Top Speed, das später auch mit Joe E. Brown in der Hauptrolle verfilmt wurde. Bald danach erhielt die damals 19-jährige Rogers eine Hauptrolle im Musical Girl Crazy, das sie bekannt machte. Paramount Pictures wurde schließlich auf Rogers aufmerksam und nahm sie unter einen der damals üblichen Studioverträge.

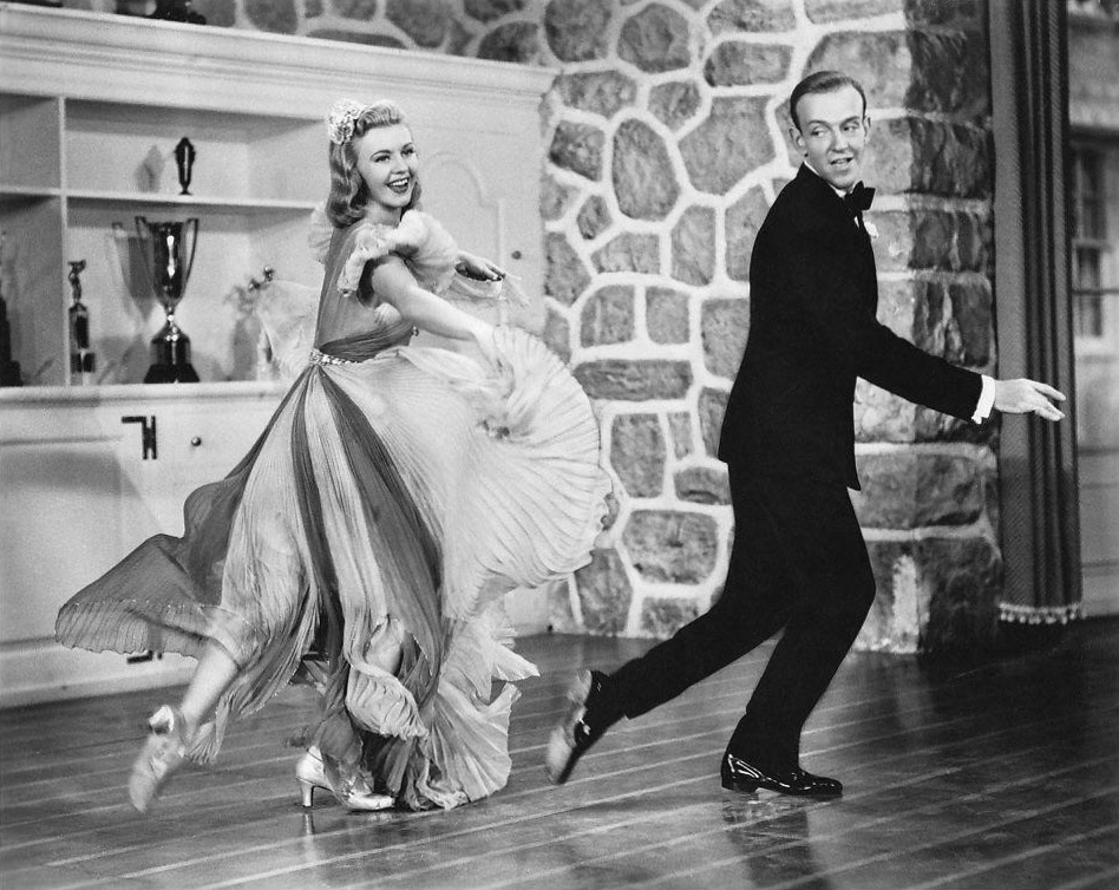
Rogers mit Fred Astaire in Sorgenfrei durch Dr. Flagg (1938)

Nach ihrem Filmdebüt 1929 im Kurzfilm A Day of a Man of Affairs wirkte Rogers in zahlreichen Filmen mit,  meist als Nebendarstellerin. 1933 wurde sie durch ihren Auftritt neben Fred Astaire in der Komödie Carioca zum Filmstar. Zwar hatten Astaire und Rogers auch hier nur Nebenrollen, doch harmonierten sie auf der Leinwand so gut, dass sie danach insgesamt zehn Filme als Hauptdarsteller zusammen drehten. Die beiden wurden ein populäres Leinwandpaar und waren 1936 auf Platz 3 der kassenträchtigsten Schauspieler in Amerika. Bis heute gelten sie als das wohl berühmteste Tanzpaar der Filmgeschichte, zahlreiche der in den Filmen gesungenen Lieder wurden Teil des Great American Songbook.

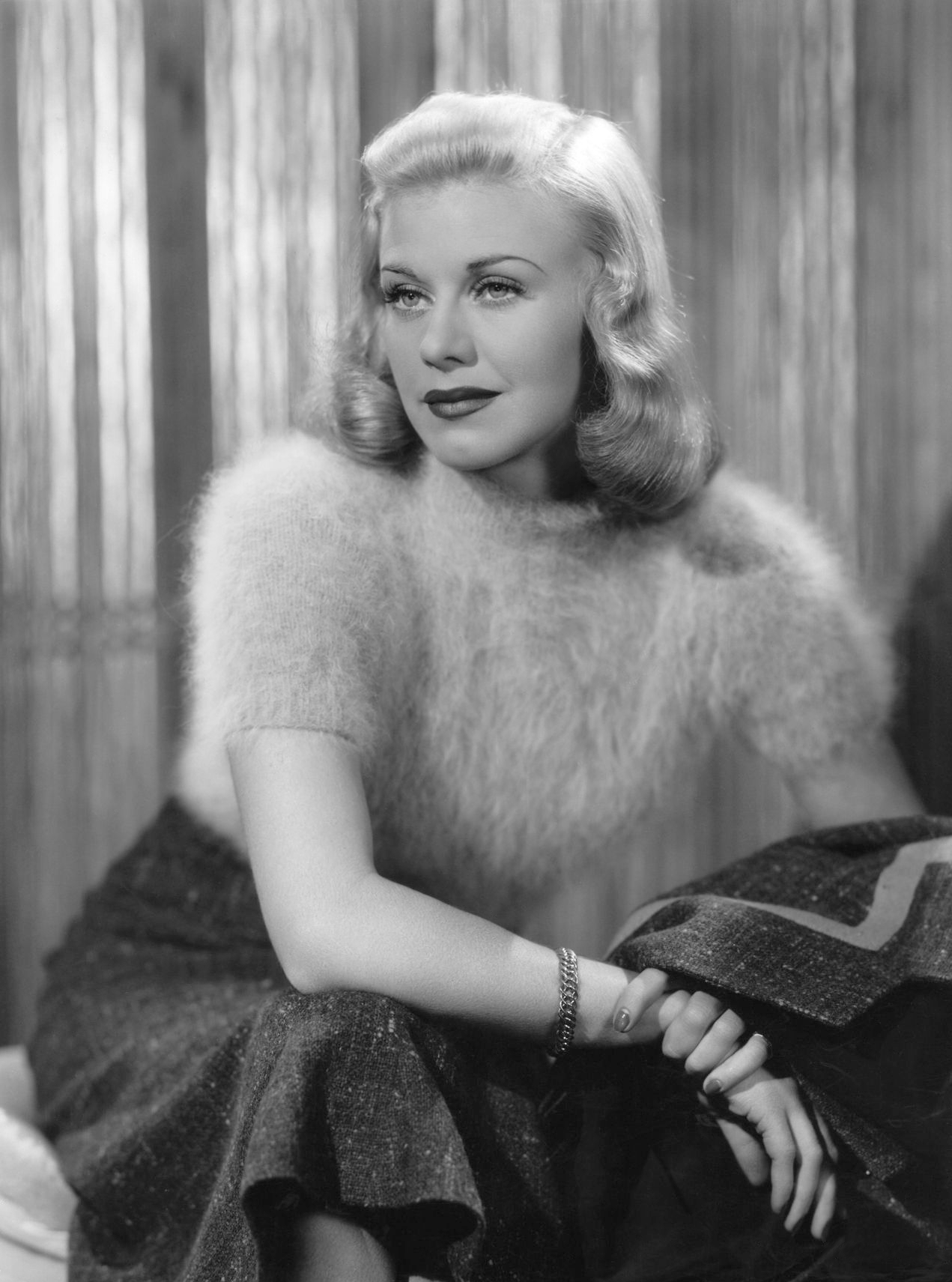
Ginger Rogers (1935)

Rogers versuchte, sich nicht auf das Image als Partnerin von Astaire festzulegen. Neben weiteren Musicals wie Goldgräber von 1933 bewies die blonde Schauspielerin vor allem Talent für leichte Komödien, was sie rasch zu einem der größten Stars ihres Studios RKO werden ließ. 1937 spielte sie gemeinsam mit Katharine Hepburn in Gregory La Cavas Film Bühneneingang, für den sie ausgezeichnete Kritiken bekam. 1939 hatte sie einen ihrer größten Erfolge mit der Screwball-Komödie Die Findelmutter, in der sie unfreiwillig zur Mutter eines Säuglings erklärt wird. Unzufrieden mit den meist leichten Drehbüchern, verlangte sie ernsthaftere Rollen. Für ihre Darstellung einer lange leidenden Frau im Drama Fräulein Kitty bekam sie bei der Oscarverleihung 1941 den Oscar als beste Hauptdarstellerin. Ihre Darstellung einer Frau mit dubiosem Hintergrund im Melodram Primrose Path brachte ihr ebenfalls Lob und Anerkennung der Fachpresse. 1942 spielte sie neben Ray Milland die Hauptrolle in Der Major und das Mädchen, dem amerikanischen Regiedebüt von Billy Wilder. Rogers verließ 1943 RKO, obwohl man ihr einen neuen Vertrag mit 330.000 US-Dollar Gage pro Jahr versprach.
Bis Anfang der 1950er-Jahre blieb Rogers eine erfolgreiche Schauspielerin mit entsprechend hohen Gagen. Zu ihren bekannteren Rollen zählte die Verfilmung des Kurt-Weill-Musicals Lady in the Dark von 1944 sowie Weekend im Waldorf, ein Remake von Menschen im Hotel aus dem Jahr 1945, wo sie die Rolle von Greta Garbo übernahm. 1949 ersetzte sie die erkrankte Judy Garland und spielte das letzte Mal mit Fred Astaire zusammen in dem Film Die Tänzer vom Broadway. Im Verlauf der 1950er-Jahre ließ ihr Erfolg nach und jüngere Schauspielerinnen traten in die erste Riege der Hollywood-Stars. Eine ihrer bedeutendsten Rollen seinerzeit war die der Ehefrau von Cary Grant in der Komödie Liebling, ich werde jünger von Howard Hawks.
Danach konzentrierte sich Ginger Rogers hauptsächlich auf das Theater, mit dem sie sich immer noch verbunden fühlte. Filmauftritte absolvierte sie dagegen nur noch selten, eher noch war sie ab Ende der 1950er-Jahre als Gaststar in einigen Fernsehserien anzutreffen. Im Jahr 1987 stand sie das letzte Mal mit einem Gastauftritt in der Fernsehserie Hotel vor der Kamera. 1991 veröffentlichte Rogers ihre Autobiografie unter dem Titel Ginger, My Story. Ein Stern auf dem Hollywood Walk of Fame, Höhe 6772 Hollywood Blvd., erinnert an die Schauspielerin.

## Privatleben

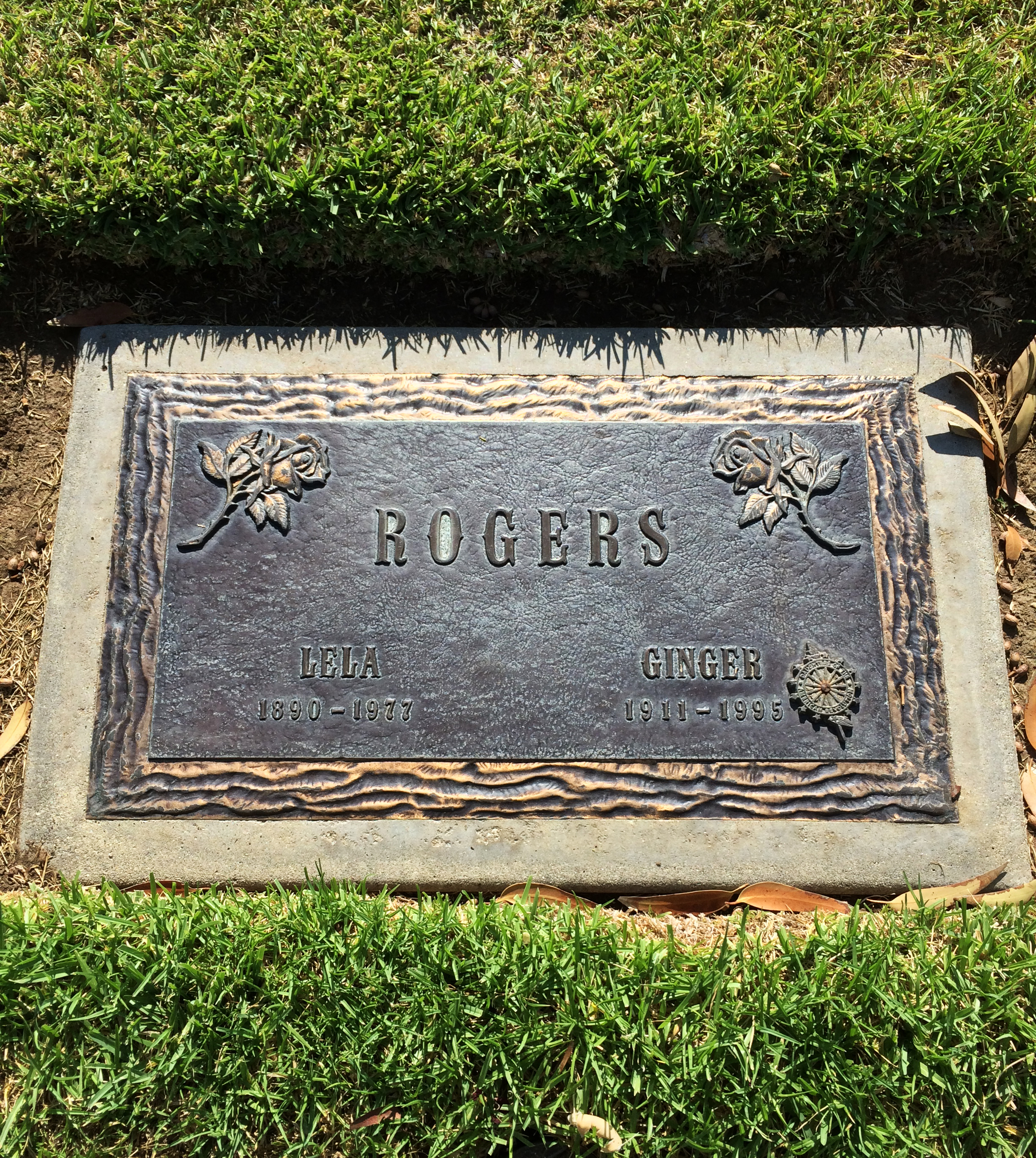
Grab von Ginger Rogers und ihrer Mutter im Oakwood Memorial Park in Chatsworth

Ginger Rogers war fünfmal verheiratet: von 1929 bis 1931 mit dem Showmann Jack Pepper (1902–1979), von 1934 bis 1940 mit dem Schauspielkollegen Lew Ayres (1908–1996), von 1943 bis 1949 mit Jack Briggs (1920–1998), von 1953 bis 1959 mit dem französischen Schauspieler Jacques Bergerac (1927–2014) und von 1961 bis 1969 mit dem Bandleader William Marshall (1917–1994).
Rogers war Mitglied der Christian Science und engagierte sich für die Republikanische Partei. Sie starb im Alter von 83 Jahren an einem Herzinfarkt in ihrem Haus in Rancho Mirage.

## Sonstiges
In der Filmsatire Ginger und Fred von Federico Fellini aus dem Jahr 1986, in dem das überkommerzialisierte Fernsehshow-Geschäft parodiert wird, spielt die Handlung um ein in die Jahre gekommenes Tanzpaar (dargestellt von Giulietta Masina und Marcello Mastroianni), das in jungen Jahren als Rogers-Astaire-Imitate durch Nachahmungen von deren Stepptänzen Karriere gemacht hat.

## Filmografie (Auswahl)
- 1929: A Day of a Man of Affairs (Kurzfilm)
- 1930: A Night in a Dormitory (Kurzfilm)
- 1930: Campus Sweethearts (Kurzfilm)
- 1930: Young Man of Manhattan
- 1930: The Sap from Syracuse
- 1930: Queen High
- 1930: Office Blues (Kurzfilm)
- 1930: Follow the Leader
- 1931: Honor Among Lovers
- 1931: The Tip-Off
- 1931: Suicide Fleet
- 1932: Running Hollywood (Kurzfilm)
- 1932: Carnival Boat
- 1932: The Tenderfoot
- 1932: The Thirteenth Guest
- 1932: Hat Check Girl
- 1932: Badenix (You Said a Mouthful)
- 1933: Die 42. Straße (42nd Street)
- 1933: Broadway Bad
- 1933: Goldgräber von 1933 (Gold Diggers of 1933)
- 1933: Professional Sweetheart
- 1933: Don’t Bet on Love
- 1933: A Shriek in the Night
- 1933: Rafter Romance
- 1933: Chance at Heaven
- 1933: Sitting Pretty
- 1933: Carioca (Flying Down to Rio)
- 1934: Das Mädel aus der Unterwelt (Upperworld)
- 1934: Twenty Million Sweethearts
- 1934: Finishing School
- 1934: Change of Heart
- 1934: Scheidung auf amerikanisch (The Gay Divorcee)
- 1935: Novak liebt Amerika (Romance in Manhattan)
- 1935: Roberta
- 1935: Star of Midnight
- 1935: Ich tanz’ mich in dein Herz hinein (Top Hat)
- 1935: Lerne lieben ohne zu weinen (In Person)
- 1936: Marine gegen Liebeskummer (Follow the Fleet)
- 1936: Swing Time
- 1937: Tanz mit mir (Shall We Dance)
- 1937: Bühneneingang (Stage Door)
- 1938: Vivacious Lady
- 1938: Having Wonderful Time
- 1938: Sorgenfrei durch Dr. Flagg – Carefree (Carefree)
- 1939: The Story of Vernon and Irene Castle
- 1939: Die Findelmutter (Bachelor Mother)
- 1939: Fifth Avenue Girl
- 1940: Primrose Path
- 1940: Glückspilze (Lucky Partners)
- 1940: Fräulein Kitty (Kitty Foyle)
- 1941: Tom, Dick und Harry (Tom, Dick and Harry)
- 1942: Roxie Hart
- 1942: Sechs Schicksale (Tales of Manhattan)
- 1942: Der Major und das Mädchen (The Major and the Minor)
- 1942: Es waren einmal Flitterwochen (Once Upon a Honeymoon)
- 1943: Tender Comrade
- 1944: Die Träume einer Frau (Lady in the Dark)
- 1944: Ich werde dich wiedersehen (I'll Be Seeing You)
- 1945: Weekend im Waldorf (Week-End at the Waldorf)
- 1946: Heartbeat
- 1946: Die wunderbare Puppe (Magnificent Doll)
- 1947: It Had to Be You
- 1949: Die Tänzer vom Broadway (The Barkleys of Broadway)
- 1950: Mordsache: Liebe (Perfect Strangers)
- 1951: Die Gefangene des Ku-Klux-Klan (Storm Warning)
- 1951: The Groom Wore Spurs
- 1952: Wir sind gar nicht verheiratet (We’re Not Married!)
- 1952: Casanova wider Willen (Dreamboat)
- 1952: Liebling, ich werde jünger (Monkey Business)
- 1954: Geld macht nicht glücklich (Beautiful Stranger)
- 1954: Die Spinne (Black Widow)
- 1955: In die Enge getrieben (Tight Spot)
- 1956: The First Traveling Saleslady
- 1956: Moderne Jugend (Teenage Rebel)
- 1957: Oh, Men! Oh, Women!
- 1959: June Allyson Show (Fernsehserie, eine Folge)
- 1960: Abenteuer im wilden Westen (Zane Grey Theatre; Fernsehserie, eine Folge)
- 1961: The Ginger Rogers Show (Pilotfolge)
- 1963–1964: The Red Skelton Show (Fernsehserie, drei Folgen)
- 1964: Heirate mich, Gauner! (The Confession)
- 1965: Cinderella (Fernsehfilm)
- 1965: Harlow
- 1971: Here’s Lucy (Fernsehserie, eine Folge)
- 1979: Love Boat (Fernsehserie, zwei Folgen)
- 1984: Glitter (Fernsehserie, eine Folge)
- 1987: Hotel (Fernsehserie, eine Folge)

## Auszeichnungen

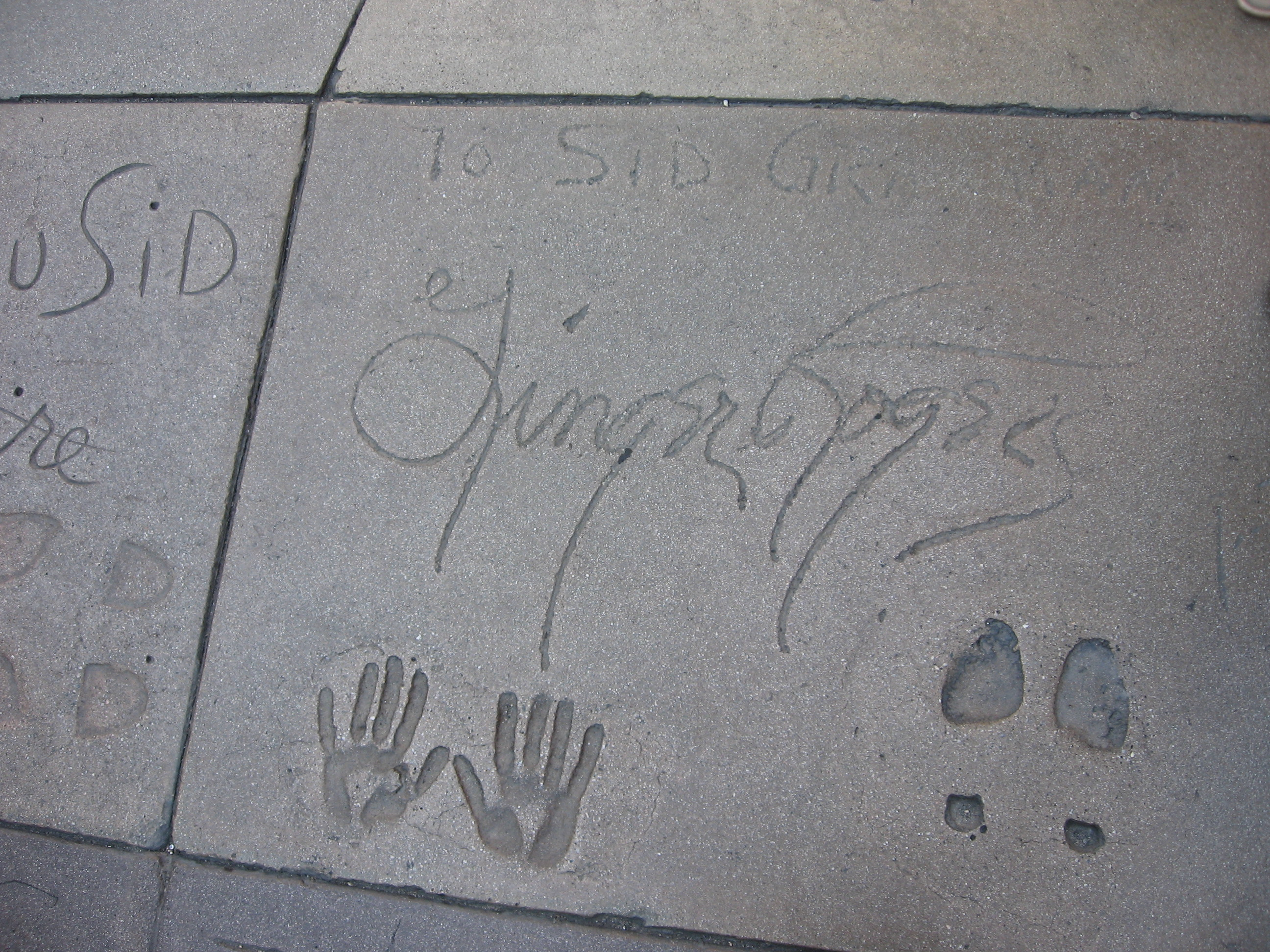
Rogers’ Hand- und Schuhabdrücke vor Grauman’s Chinese Theatre

- 1940: National Board of Review Award für Primrose Path
- 1941: National Board of Review Award für Fräulein Kitty und Tom, Dick und Harry
- 1941: Oscar in der Kategorie Beste Hauptdarstellerin für Fräulein Kitty
- 1942: National Board of Review Award für Roxie Hart und Der Major und das Mädchen
- 1944: Nominierung für den Photoplay Award in der Kategorie Populärster weiblicher Star
- 1953: Nominierung für den Golden Globe in der Kategorie Beste Hauptdarstellerin – Komödie oder Musical für Liebling, ich werde jünger
- 1960: Stern auf dem Hollywood Walk of Fame (6772 Hollywood Blvd.)
- 1992: Kennedy-Preis für ihre Verdienste um die amerikanische Kultur